# Puebla de Alcocer
Puebla de Alcocer è un comune spagnolo di 1 405 abitanti situato nella comunità autonoma dell'Estremadura.